# Dienstboekje
Een dienstboekje is een op naam gesteld document voor bemanningsleden van een professioneel varend binnenschip. Buiten de schipper moet elk lid van de bemanning van een Nederlands binnenschip namelijk in het bezit zijn van een op naam gesteld dienstboekje. De verplichting gaat echter voor bemanningsleden van Belgische binnenschepen pas in per 1 juli 2008. Het dienstboekje dient voor personen die een patent of vaarbewijs willen verkrijgen ook voor het aantonen van vaartijd en scheepsreizen op de Rijn en op andere vaarwegen.
In Nederland wordt het dienstboekje afgegeven door SAB Stichting Afvalstoffen & Vaardocumenten Binnenvaart. Validatie van de dienstboekjes in België geschiedt bij het Binnenvaartloket Antwerpen of het Binnenvaartloket Luik.
Het dienstboekje is slechts geldig indien het is voorzien van de officiële aantekeningen. Een dienstboekje zonder deze officiële aantekeningen is ongeldig.
Houder van een dienstboekje is degene op wiens naam het dienstboekje is afgegeven. Hij of zij dient het telkens binnen een periode van 12 maanden, te rekenen vanaf de datum van afgifte, ten minste eenmaal te laten afstempelen door een plaatselijk bevoegde autoriteit. Die autoriteit is ook verantwoordelijk voor de invulling van de persoonlijke gegevens. Elke bevoegde autoriteit kan haar stempel aanbrengen om de informatie over de afgelegde reizen te bekrachtigen. Door deze procedure wordt het aantal jaren waarin de houder vaarervaring heeft opgedaan officieel vastgesteld en kan de houder op een zekere bekwaamheid aanspraak maken.
Alle Europees erkende dienstboekjes hebben een gelijksoortig formaat.
In de zeevaart bestaat het monsterboekje, dat min of meer vergelijkbaar is.

## Verplichting voor binnenschepen
De bekwaamheid voor een functie aan boord dient te allen tijde te kunnen worden aangetoond:
- voor de schipper door middel van het groot vaarbewijs of Rijnschipperspatent:
- voor de stuurman, machinist, matroos-motordrijver, volmatroos, matroos, lichtmatroos of deksman door middel van het dienstboekje of het groot vaarbewijs of Rijnschipperspatent.

## Verplichting voor zeeschepen
Voor zeeschepen die de Rijn bevaren moeten de betreffende bescheiden, waaruit de bekwaamheid van de bemanningsleden en hun aantal blijken, aan boord aanwezig zijn. Bovendien moet zich een persoon aan boord bevinden die houder is van het grote patent als bedoeld in het Reglement patenten voor de scheepvaart op de Rijn dat geldig is voor het te bevaren riviergedeelte. Na een vaartijd van ten hoogste 14 uren per tijdvak van 24 uren moet deze patenthouder vervangen worden door een andere houder van het Rijnpatent.
In het logboek moeten de volgende aantekeningen worden gemaakt:
- de namen van de houders van het grote patent die zich aan boord bevinden en het begin en einde van hun diensttijd;
- begin, onderbreking, voortzetting en einde van de vaart met telkens daarbij de vermelding van datum, tijdstip en plaats met aanduiding van de kilometerraai.

## Houders van een Rijnschipperspatent
Voor bemanningsleden, die houder zijn van een Rijnschipperspatent, geldt dit patent als dienstboekje. Een lid van de bemanning dat in het bezit is van een groot vaarbewijs of Rijnpatent hoeft het dienstboekje niet bij te houden. De houder van een Rijnpatent of een ander bewijs van bekwaamheid heeft het dienstboekje slechts nodig voor het aantekenen van de scheepsreizen op die gedeelten, waarvoor het Rijnpatent of het bewijs van bekwaamheid niet geldt en waarvoor hij het met dit gedeelte wil uitbreiden.

## Inhoud van het Dienstboekje
Het dienstboekje bevat persoonlijke gegevens, zoals de bewijzen van vakbekwaamheid van de houder, de behaalde diploma's en de wettelijk vereiste medische verklaringen. Daarnaast bevat het de specifieke gegevens betreffende de afgelegde reizen.
De schipper aan boord is vanaf de eerste indiensttreding aan boord van de houder verantwoordelijk voor de invulling van de gegevens betreffende de afzonderlijke reizen voor de berekening van de vaartijd en voor het aantonen van de bevaren riviergedeelten. Daarbij dient onder de rubriek “Reis van... de plaats van vertrek en onder “naar.’ de het verst stroom op- of afwaarts gelegen plaats (eindbestemming) te worden ingevuld. Opgave van kilometerraaien is ter precisering mogelijk. Onder via is slechts dan een aantekening noodzakelijk als het schip een andere vaarweg opvaart of daarvan terugkomt.
Daarbij bevat het dienstboekje een speciale rubriek voor de bekwaamheden van de houder. Alle dienstboekjes die wederzijds worden erkend bevatten een bladzijde die is voorbehouden aan de inschrijving van de bekwaamheden die volgens de Rijnregelgeving zijn verkregen. Deze bladzijde kan vooralsnog alleen door een bevoegde Rijnautoriteit worden ingevuld en de hier vermelde bekwaamheid is de enige die op de Rijn geldig is. Voor de inschrijving van de bekwaamheid volgens de Rijnregelgeving houdt de bevoegde Rijnautoriteit met name rekening met het aantal jaren ervaring van de houder, zoals blijkt uit de eerder beschreven rubriek in zijn dienstboekje.
Hij moet bovendien de aantekeningen met betrekking tot zichzelf maken en het boekje tot het einde van het dienstverband, arbeidscontract of andere verhoudingen veilig bewaren. De aantekeningen moeten overeenstemmen met de aantekeningen in het vaartijdenboek. Op verzoek van de houder moet het dienstboekje te allen tijde en onverwijld aan hem worden overhandigd. Gegevens betreffende een eerder afgelegde reis dienen vóór het begin van de volgende reis te worden ingevuld. Aanwijzingen met betrekking tot het bijhouden van het dienstboekje en begripsomschrijvingen (zoals "reis" begin en einde) zijn in het dienstboekje opgenomen.

## Internationaal
Om een aanzienlijke vermindering van de administratieve procedures voor het Europese scheepvaartpersoneel te bereiken en de toegang tot het Europese vaarwegennet te vergemakkelijken hebben Oostenrijk, Bulgarije, Hongarije, Polen, Roemenië, Slowakije en de Tsjechische Republiek met de Centrale Commissie voor de Rijnvaart (CCR) een multilaterale administratieve overeenstemming afgesloten. Daarbij is overeengekomen dat de door hun bevoegde autoriteiten afgegeven dienstboekjes wederzijds zullen worden erkend. Dit is per 1 juli 2011 voor de Rijn en het grondgebied van alle zeven staten in werking getreden. Sinds die datum hoeft dan ook geen nieuw dienstboekje te worden verkregen zodra van land wordt veranderd. Het oorspronkelijke dienstboekje blijft in al die landen geldig, inclusief alle ingeschreven aantekeningen met betrekking tot de lichamelijke en geestelijke geschiktheid en de opgedane vaarervaring.
Er is een secretariaat ingesteld, dat door het secretariaat van de CCR wordt waargenomen. Het is de bedoeling dat het toepassingsbereik door een beslissing van de Moezelcommissie tot de Moezel wordt uitgebreid.